# برخن، لیمبورخ
برخن، لیمبورخ (به هلندی: Bergen) یک منطقهٔ مسکونی در هلند است که در لیمبورخ واقع شده‌است. برخن ۱۶ متر بالاتر از سطح دریا واقع شده‌است.